# Lissonota brunnea
Lissonota brunnea är en stekelart som beskrevs av Cresson 1868. Lissonota brunnea ingår i släktet Lissonota och familjen brokparasitsteklar. Inga underarter finns listade i Catalogue of Life.